# 八木裕子
八木 裕子（やぎ ゆうこ）は、岩手県遠野市出身の女性演歌歌手。

## 概要
2006年12月、カラオケ大会で優勝し、演歌歌手としてデビューを果たす。
高齢者を中心とした保健福祉、生きがい作りを支援するために、日本舞踊や社交ダンスと組み合わせて楽しめる新分野のカラオケ用演歌の普及に努めた。こうした活動や刑務所・福祉施設への慰問活動が評価され、2013年に社会文化功労賞（主催：日本文化振興会）を受賞した。

## ディスコグラフィー
| 発売日        | タイトル               | 収録曲                                         | レーベル       | 規格品番   | オリコン最高順位 |
| ------------- | ---------------------- | ---------------------------------------------- | -------------- | ---------- | ---------------- |
| 2009年4月8日  | 釣舟草～ツリフネソウ～ | - 釣舟草～ツリフネソウ～ - 星空のルンバ        | ミノルフォン   | TKCY-99104 |                  |
| 2014年9月24日 | 北の国から来た手紙     | - 北の国から来た手紙 - 遠野恋しや - 花びらの舞 | Melody Records | YZME-15065 |                  |
| 2017年5月10日 | 若狭の海               | - 若狭の海 - 回り舞台さ人生は                  | 日本クラウン   | CRCN-8058  | 134位            |